# Брусиловский, Сергей Алексеевич
Сергей Алексеевич Брусиловский (1923—2005) — инженер, учёный в области производства шампанского, профессор (1993), лауреат Ленинской премии (1961).

## Биография
Член ВКП(б)/КПСС с 1945.
Участник Великой Отечественной войны, был ранен.
Окончил Московский технологический институт пищевой промышленности (МТИПП) (1950) по специальности «Технология виноделия».
В 1950—1952 работал на предприятии винодельческой промышленности в Ленинграде.
В 1952—2001 гг. на Московском заводе шампанских вин: инженер, главный инженер (1954—1960), одновременно директор и главный инженер (1960—1967), директор (1967—1992), генеральный директор (1992—1995), с 1995 консультант генерального директора.
В период его руководства завод в 1969 г. был награждён орденом Трудового Красного Знамени, а с 1979 г. получил статус экспериментального.
Умер в 2005 году. Похоронен на Троекуровском кладбище, участок № 7.

## Награды и звания
Кандидат технических наук, профессор МТИПП и ВЗИПП.
Лауреат Ленинской премии (1961) — за разработку и внедрение в промышленность биохимического и физико-химического метода производства шампанского в непрерывном потоке с автоматизацией технологического процесса.
Награждён двумя орденами Трудового Красного Знамени, орденами Отечественной войны II степени и «Знак Почёта».

## Научные труды
Автор (соавтор) более 60 научных работ и 16 изобретений.
Сочинения:
- Производство Советского шампанского непрерывным способом. — М., 1997 (соавт.);
- О способах осуществления вторичного брожения в производстве шампанского. — Виноделие и виноградарство СНГ, 1999, № 7